# Bataille de Dioubouldou
Seconde guerre franco-Trarza
La bataille de Dioubouldou (parfois orthographiée Jubuldu, Dioubouldy ou Dybuldu) se déroule le 25 février 1855 entre les forces françaises du colonel Louis Faidherbe et les forces combinées du royaume du Waalo et de l'émirat de Trarza (en) sous le commandement de la reine Ndaté Yalla Mbodj.

## Contexte
Bien qu’ils soient historiquement ennemis, les relations entre le Waalo et les Trarza se réchauffent lorsque Mohamed El-Habib épouse la sœur de la reine Ndaté. Ensemble, ils commencent à contester l'influence croissante des Français aux alentours de Saint-Louis.
En janvier 1855, la reine Ndaté envoie une lettre impérieuse au gouverneur français Louis Faidherbe, lui ordonnant d'évacuer immédiatement les environs de Saint-Louis.

## Bataille
Le 25 février, la colonne française, composée de 400 réguliers, 400 volontaires de Saint-Louis et d'un peloton de cavalerie coloniale rencontre l'armée Waalo-Trarza près d'un petit bois dans la plaine de Dioubouldou, non loin de Nder.
Les forces de la reine Ndaté attendent ici les Français. La cavalerie de Trarza se place au centre, tandis que l'infanterie du Waalo se dispose de chaque côté de la cavalerie. Un grand nombre de guerriers du Waalo se cache également dans un champ d'herbe haute qui sépare les Français de l'armée Waalo-Trarza.
Le colonel Faidherbe commence par tirer quelques salves d'artillerie sur le champ, ce qui provoque un grand désordre dans les rangs du Waalo. Il envoie ensuite une compagnie de marines sous le commandement du capitaine Benoit et un groupe de volontaires mené par un homme nommé Amadou Sar pour attaquer les guerriers dans l'herbe,.
Parallèlement, l'arrière-garde française, constituée d'une compagnie de marines dirigée par le capitaine Bruyas, repousse aisément une tentative d'encerclement de la part de la cavalerie de Trarza,. La cavalerie française est ensuite envoyée contre les guerriers waalo en fuite, transformant leur retraite en une complète déroute.

## Conséquences
À la suite de la déroute de l'armée Waalo-Trarza, la reine Ndaté s'enfuit vers Cayor avec ses partisans,.
Les forces françaises capturent le village de Nder, résidence de la reine Ndaté et capitale de facto du royaume du Waalo, lequel est déserté par ses habitants. Les volontaires pillent minutieusement le village déserté, qui est ensuite incendié.
Plusieurs villages voisins sont également pillés, et la colonne française retourne finalement à Saint-Louis avec un important butin de plus de 2 000 vaches et bœufs, 50 ânes et 30 chevaux,,.